# José Sánchez Faba
José Sánchez Faba (Cartagena, Murcia, 19 de marzo de 1923-Granada, 17 de abril de 2018) fue un magistrado, profesor universitario y político español. Ha sido el primer presidente de la democracia en la Diputación Provincial de Granada, además de presidente de Cáritas Española entre 1997 y 2003.

## Biografía
Nacido en Cartagena en 1923, estudió Derecho y Filosofía y Letras en la Universidad Complutense de Madrid, donde se licenció en 1946. Tras ingresar en la judicatura, es enviado a Vera como juez de primera instancia primero y, más tarde, a Orihuela y Ceuta. 
En 1968 es nombrado magistrado de la Audiencia Territorial de Granada. Allí daría también clases de Derecho Civil en la Universidad de Granada.

### Presidencia de la Diputación Provincial de Granada
Con el inicio de la Transición Democrática de España, los distintos partidos políticos nacionales empiezan a maniobrar de cara a las elecciones municipales de 1979. Comienza un período marcado por la constitución de candidaturas municipales y la búsqueda de personalidades relevantes para encabezarlas.
En el caso de la UCD de Granada, se prestó mucha atención al liderazgo de la lista electoral de la capital granadina. Se buscaba una especie de "hombre nuevo", formado, no ligado a la administración franquista, con capacidad de abandonar su actividad lucrativa para servir a la sociedad y emprender una renovación institucional, reconduciendo las administraciones locales y provinciales por el camino reformista marcado por la organización centrista. Si en un principio se pensó en Antonio Gallego Morell, que finalmente quedó como rector de la Universidad de Granada, se acabó optando por proponer a José Sánchez Faba como líder capaz de emprender esa tarea. Ligado a movimientos cristianos de Apostolado Seglar como los Cursillos de Cristiandad y Cáritas, Antonio Jiménez Blanco, en 1979, le propuso ser candidato a la alcaldía de la capital. Sánchez Faba simpatizaba con este partido al ver en Adolfo Suárez a la persona capaz de llevar a cabo la Transición en España.
Finalmente, las elecciones arrojaron un sabor agridulce para la UCD. El partido centrista ganaba por mayoría simple, pero una coalición de PSOE, PSA, PCE y CGT dio la alcaldía al PSOE, tras cambiársela junto a Huelva al PSA por la alcaldía de Sevilla. Dicha situación propició la dimisión de los concejales andalucistas, por lo que la alcaldía recayó en el socialista Antonio Jara, que finalmente quedó en una situación de clara minoría respecto a UCD. UCD finalmente no planteó una moción de censura, debido a la mala percepción que tenía la ciudadanía de aquel momento de la expulsión de un alcalde y la colocación de otro de la oposición. Dadas estas circunstancias, Sánchez Faba no optó al sillón de la Plaza del Carmen pero fue nombrado presidente de la Diputación, dada la clara mayoría de alcaldes y concejales centristas en la provincia.
En la institución provincial fue recordado por la notable labor de acercamiento y ayuda a los pueblos, recorriendo todos los municipios de la provincia en su totalidad. Sin embargo, su papel de mayor envergadura resultó ser ante el proceso autonómico de Andalucía. En 1979 fue nombrado presidente provincial de la UCD granadina, tras la renuncia de Antonio Jiménez Blanco. Consciente de la negativa de UCD a apoyar el referéndum y del riesgo de que el ente autonómico desarrollase un acentuado centralismo sevillano (en detrimento de las demás provincias, y especialmente las orientales), abogó por seguir la línea oficial de su partido y apoyar la abstención en el referéndum. Puso especial énfasis en los riesgos que conllevaba la autonomía andaluza para el desarrollo del oriente andaluz, siendo un férreo partidario e impulsor de la teoría de las dos Andalucías, defendiendo, llegado el caso, una comunidad autónoma para Andalucía Oriental, argumentando en favor de esta última propuesta características geográficas, históricas, culturales y económicas comunes (situación en la que encontró la oposición frontal de Manuel Clavero Arévalo y del propio Rodolfo Martín Villa), o incluso la salida de las provincias de Almería y Granada de la autonomía andaluza. Defendió activamente una fuerte autonomía de las provincias dentro de la comunidad autónoma, así como la inclusión de Ceuta y Melilla en Andalucía si la autonomía llegase a salir adelante.
Esta activa y férrea defensa de los intereses de Granada, la provincia de Granada, Andalucía Oriental, las ciudades africanas y de la línea oficial de la dirección central de su partido no salió precisamente gratis para el político cartagenero. Recibió numerosos ataques y reproches, tanto de políticos del momento como de medios de comunicación, especialmente del ABC de Sevilla. Rafael Escuredo, presidente de la Junta de Andalucía, rechazó un debate público con el político centrista por considerar el líder socialista que Sánchez Faba era muy poca cosa para él. El debate había sido propuesto por la dirección del periódico Ideal de Granada.
En el transcurso de estos acontecimientos, la UCD a nivel regional sufriría algunos cambios en su ejecutiva, asumiendo Sánchez Faba la Vicepresidencia de la UCD regional, tras el Congreso de la UCD de Andalucía en Torremolinos el 25 de noviembre de 1979 (asamblea a la que asistió también la UCD de Ceuta y de Melilla). También la asumirá en funciones, tras la dimisión de Félix Manuel Pérez Miyares el 27 de febrero de 1980. Fue también portavoz de la UCD en la Junta de Andalucía.
En marzo de 1980 fue nombrado Presidente de la Mancomunidad General de Diputaciones, y en abril fue designado por el Consejo de Europa miembro de la delegación de la Conferencia de Poderes Locales y Regionales en el comité consultivo de instituciones locales y regionales de los Estados miembros de la Comunidad Europea.

### Regreso a la vida civil
Cuando la UCD se ve abocada a la desaparición, tanto por su contexto nacional (sumida la organización en fuertes fisuras y conflictos internos) como por el coste político que supuso pedir la abstención para una autonomía andaluza que salió adelante, José Sánchez Faba regresó en 1983 a la carrera judicial y se incorporó como presidente de la Audiencia de Toledo. Añoraba Granada y regresó como presidente de la sala de lo Contencioso Administrativo para jubilarse en 1991.

### Unidad Granadina
En 1991, siendo presidente de la sala de lo Contencioso-Administrativo del Tribunal Superior de Justicia de Andalucía, anunció que se presentaba como candidato a la alcaldía de Granada por el partido provincial Unidad Granadina, organización de la que llegó a ser vicepresidente. Esperó al 19 de marzo para confirmar la noticia, fecha en la que se jubilaba.
Unidad Granadina era un partido provincial cuyo ideario estaba vertebrado por la defensa de Granada y su provincia, fundamentalmente ante la administración autonómica y central. Estaba formada por antiguos militantes del Partido Popular, del CDS y de otras formaciones políticas. Formaban parte de esta candidatura el empresario Ignacio Pozo, y Elena de Vizcaya y Tomás Sola, entonces concejales populares del Ayuntamiento de Granada. También se presentaron candidaturas en otros puntos de la provincia.
Finalmente, aunque Unidad Granadina logró 51 concejales y 8879 votos en toda la provincia, y algunas alcaldías (principalmente en el norte de la provincia), la candidatura de la capital no prosperó, logrando 2175 votos, muy lejanos aún de los cerca de 6000 votos suficientes para lograr el primer acta de concejal. Es muy probable que influyera la efervescente competitividad de las agrupaciones locales de los grandes partidos nacionales y regionales, así como una falta evidente de apoyo social, mediático y electoral. Eso dejó a Sánchez Faba y su lista municipal fuera del ayuntamiento, por lo que abandonó la política, prosiguiendo su activo voluntariado social y volviendo al mundo judicial hasta 1994 como magistrado suplente al ser designado por el Consejo General del Poder Judicial.
Unidad Granadina, finalmente desaparece con los años, sin llegar a presentarse a las elecciones municipales de 1995. Algunos alcaldes de este partido, como el de Huéscar y el de Ventas de Huelma, volvieron a incorporarse al Partido Popular.

### Presidencia de Cáritas Diocesana de Granada y Cáritas Española
Hombre de activa militancia cristiana, ya en Orihuela presidió una institución dedicada a recoger a niños necesitados, en Ceuta fundó Cáritas Diocesana y la HOAC y en Granada presidió el patronato de San José Obrero, institución que sostenía comedores para obreros y estudiantes. En Toledo dirigirá la Acción Católica. En 1994 asumió la presidencia de la Plataforma Provincial del Voluntariado de Granada y monseñor Méndez Asensio le nombra director de Cáritas Diocesana de Granada, donde Sánchez Faba puso los primeros pilares de las actuales Fundación Casas de Acogida Madre de Dios, para personas sin hogar, del Centro Polivalente de Mayores Santa Isabel en Huétor Tájar, el Centro Oasis, y el actual Programa para la Mujer en Cáritas, que "se inició con un modesto taller de costura y hoy se ha ampliado a diversas actividades de promoción de la mujer".
Tres años después, la Conferencia Episcopal Española le elige presidente de Cáritas Española, cargo en el que sucede a Luis Franco y que desarrollará con plena dedicación hasta septiembre de 2003, cuando cede el testigo a Núria Gispert. Durante su etapa, la Confederación experimentó un importante impulso en su dimensión internacional, que le llevó a visitar medio centenar de países del Sur donde la institución desarrolla proyectos de cooperación fraterna.
En 1999 recibe en Oviedo de manos de Don Felipe, en nombre de la Confederación Cáritas, el Premio Príncipe de Asturias de la Concordia, un galardón que, como señala el acta del jurado, se concede a Cáritas Española “por su ejemplar labor en la promoción de la solidaridad, en una dimensión a un tiempo local y universal mediante una lucha tenaz contra la injusticia y la pobreza, que eleva la conciencia moral de la sociedad”.

### Abandono definitivo de la vida pública
Abandonó la vida pública para atender a su esposa, Virginia Aguilar, enferma de Alzheimer. Políglota y escritor infatigable, era autor de varios libros y más de cuarenta trabajos sobre política, judicatura o voluntariado social. Fue, asimismo, miembro del Pontificio Consejo "Cor Unum" en la etapa de Juan Pablo II y estaba en posesión de la orden pontificia de San Gregorio el Magno como caballero comendador. El 4 de noviembre de 2011, la Diputación Provincial de Granada le concedió la Medalla de Oro al Mérito por la Provincia.
Viudo desde el año anterior, José Sánchez Faba fallece la noche del 17 de abril de 2018, apareciendo tal acontecimiento en numerosos medios de prensa tanto local como nacional. La Diputación de Granada publicó una nota de manos de su presidente de entonces, José Entrena Ávila, así como otras organizaciones como Cáritas, lamentando la pérdida de tan importante figura en la escena provincial y local granadina de la Transición y las primeras décadas de la actual democracia. Sánchez Faba dejó 3 hijos, 8 nietos y 5 biznietos. Su sepelio fue a las 19:00 horas del día 19 de abril de 2018 en el cementerio de San José de Granada.